# Graham Cairns-Smith
Alexander Graham Cairns-Smith (1931) foi um químico orgânico e biólogo molecular da Universidade de Glasgow.
Conhecido por seu controvertido livro de 1985 Sete Pistas para a origem da vida. Este livro popularizou uma teoria que ele desenvolvia desde meados dos anos 1960, postulando que uma etapa intermediária simples entre a matéria inanimada e a vida orgânica teria consistido da replicação de cristais de materiais argilosos em solução.
Foi crítico de outras ideias a respeito da origem da vida, inclusive do Experimento de Miller-Urey e do Mundo do RNA.